# Technik dentystyczny
Technik dentystyczny – zawód medyczny, regulowany. Osoba w zawodzie technika dentystycznego posiada kwalifikacje do wykonywania prac techniczno-dentystycznych, polegających na projektowaniu i obróbce protez dentystycznych w pracowni protetycznej. Zawód technika dentystycznego regulował dekret z dnia 5 lipca 1946. Według tego dekretu, technik dentystyczny nie miał prawa kontaktu z pacjentem, zatem nie mógł swoich czynności wykonywać w gabinecie dentystycznym. Dekret wprowadzał również zawód uprawnionego technika dentystycznego, którego kwalifikacje były znacznie szersze od technika dentystycznego, lecz w praktyce zawód taki nie występuje z uwagi na zaniechanie kształcenia w tym zawodzie w połowie XX wieku. Uprawnienia uprawnionego technika dentystycznego reguluje rozporządzenia Ministra Zdrowia z dnia 15 maja 1951 r.
Uprawniony technik dentystyczny może wykonywać następujące zabiegi:
1. w zakresie stomatologii zachowawczej:
  - leczenie próchnicy zębów, tzn. oczyszczanie próchnicznych ubytków i ich wypełnianie,
  - leczenie zapaleń miazgi metodą amputacyjną lub ekstyrpacyjną oraz wypełnianie komory oraz/lub kanałów,
  - leczenie zgorzeli miazgi w zębach jednokorzeniowych,
2. w zakresie małej chirurgii stomatologicznej – ekstrakcję zębów w znieczuleniu miejscowym lub w zamrożeniu chlorkiem etylu,
3. w zakresie protetyki – zabiegi w jamie ustnej potrzebne do sporządzania ruchomych bądź stałych uzupełnień protetycznych,
4. usuwanie mechaniczne kamienia i osadu nazębnego.

Uprawnionemu technikowi dentystycznemu nie wolno:
1. wykonywać zabiegów małej chirurgii w przypadku podwyższonej temperatury ciała pacjenta,
2. wykonywać zabiegów chirurgicznych w jamie ustnej, jak cięcie ropnia, dłutowanie itp. oraz
3. wykonywać zabiegów w przypadku krwotoku poekstrakcyjnego z wyjątkiem nałożenia opatrunku uciskowego (tamponady).

Uprawniony technik dentystyczny jest obowiązany niezwłocznie skierować pacjenta na leczenie do lekarza w przypadkach:
1. podwyższonej temperatury spowodowanej chorobą zębów lub jamy ustnej,
2. zwichnięcia lub złamania szczęki,
3. niewykonania ekstrakcji do końca,
4. krwotoku lub długotrwałego krwawienia.

Wyłącznie pod kierunkiem lekarza-dentysty dozwolone jest uprawnionemu technikowi dentystycznemu wykonywanie następujących czynności:
1. założenie aparatów stosowanych w chirurgii urazowej,
2. wykonanie aparatów ortodontycznych i obturatorów.

Uprawniony technik dentystyczny przy wykonywaniu swych czynności może używać leków stosowanych w leczeniu zachowawczym oraz w protetyce, ze środków zaś znieczulających – wyłącznie preparatów ampułkowanych oraz chlorku etylu.
Przy wykonywaniu protez metalowych bądź części metalowych w protezach z mas plastycznych lub kauczuku uprawnionemu technikowi dentystycznemu wolno stosować jedynie metale szlachetne bądź stal nierdzewną.